# Les Landes-Genusson
Les Landes-Genusson település Franciaországban, Vendée megyében. Lakosainak száma 2572 fő (2022. január 1.). Les Landes-Genusson Bazoges-en-Paillers, La Boissière-de-Montaigu, La Bruffière, La Gaubretière, Saint-Martin-des-Tilleuls, Tiffauges és Treize-Septiers községekkel határos.

## Népesség
A település népességének változása:
| Lakosok száma | 2271 | 2302 | 2387 | 2387 | 2407 | 2403 | 2431 | 2506 | 2572 |
|               | 2013 | 2015 | 2016 | 2017 | 2018 | 2019 | 2020 | 2021 | 2022 |